# 283 Dywizja Strzelecka (ZSRR)
283 Dywizja Strzelecka (ros. 283-я стрелковая дивизия) – związek taktyczny piechoty Armii Czerwonej.

## Formowanie i walki
283 Dywizja Strzelecka została słormowana w trakcie ataku wojsk III Rzeszy i jej satelitów na Związek Radziecki, i 6 września 1941 została wysłana na front.
Jej szlak bojowy w walce przeciw wojskom III Rzeszy początkowo znaczyły walki odwrotowe. Następnie z rejonu Moskwy ruszyła na zachód m.in. przez Briańsk, Mińsk, Białystok, Ostrołękę, Różan, Szczytno, Braniewo i Grudziądz, a jej szlak bojowy zakończył się w rejonie Poczdamu. 
283 Dywizja Strzelecka uczestniczyła w walka o Białystok. Jego zdobycie 27 lipca 1944 było równoznaczne z zakończeniem okupacji niemieckiej. W tym czasie dywizja wchodziła w skład 41 Korpusu Piechoty z 3 Armii. 

## Dowódcy dywizji
- Aleksander Nieczajew (15.07.1941 - 01.03.1943)
- Wasilij Konowalow (01.03.1943 - 21.07.1943)
- ppłk Siergiej Basanow (24.07.1943 - 30.07.1943)
- Spiridon Rezniczenko (30.07.1943 - 05.08.1943)
- Władimir Kuwszinnikow (06.08.1943 - 22.09.1943)
- płk Iwan Gruzdow (20.12.1943 - 14.01.1944)
- płk Nikołaj Puchowski (14.01.1944 - 21.05.1944)
- płk Siergiej Rudenko (09.12.1944 - 26.12.1944)[2].

## Struktura organizacyjna
- 9 Gwardyjski Pułk Strzelecki
- 856 Pułk Strzelecki
- 858 Pułk Strzelecki
- 860 Pułk Strzelecki i inne pododdziały[1].